# ويم ريسبيرغن

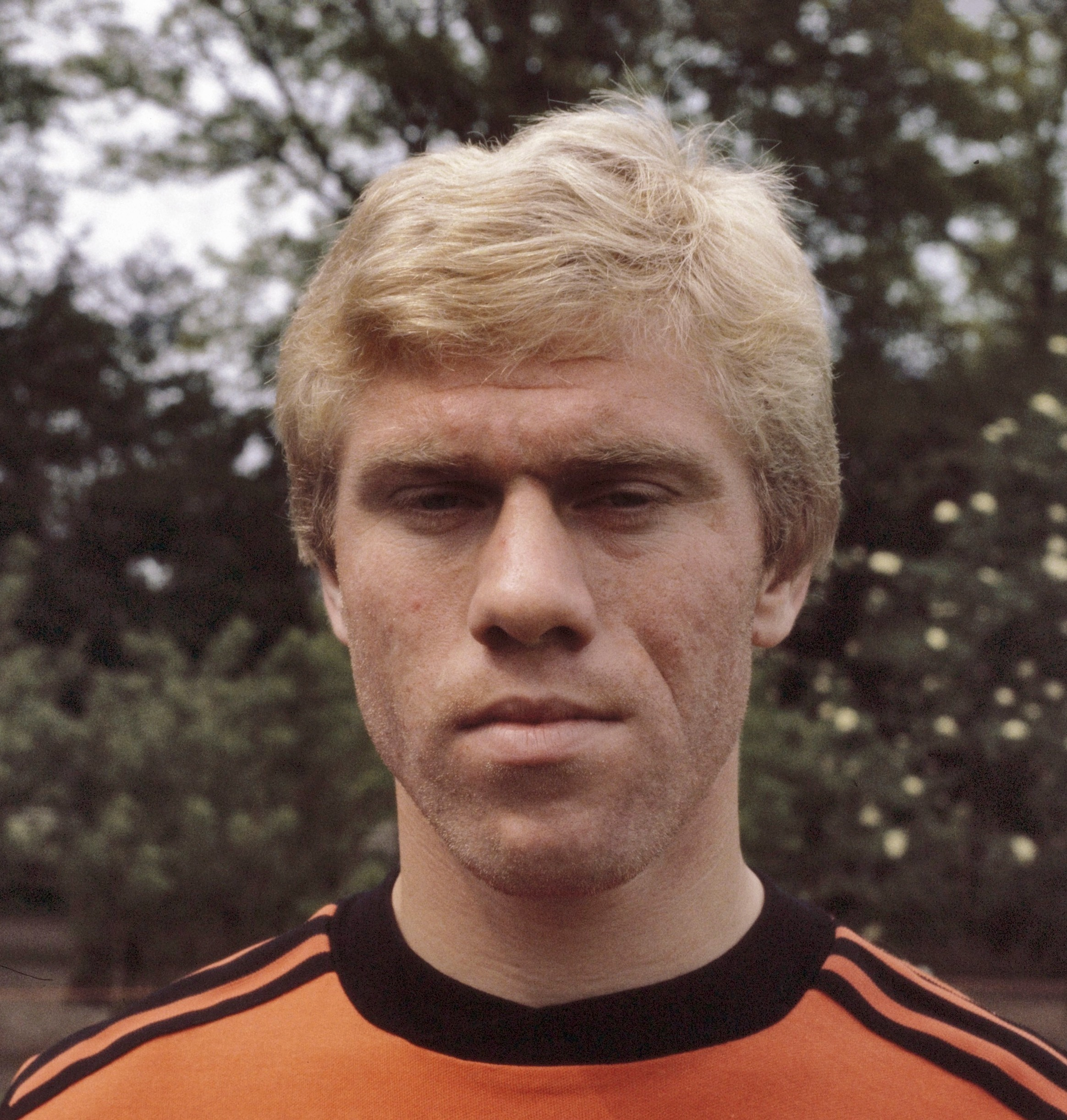
ويم ريسبيرغن

ويم ريسبيرغن (بالهولندية: Wim Rijsbergen)‏، من مواليد 18 يناير 1952، لاعب كرة قدم هولندي سابق، ومدرب كرة قدم هولندي حالي.
لعب مع منتخب هولندا لكرة القدم.
درب نادي الإتفاق السعودي في عام 2002.

## روابط خارجية
- ويم ريسبيرغن على موقع الاتحاد الدولي (مؤرشف)  (الإنجليزية)
- ويم ريسبيرغن على موقع الاتحاد الأوربي (الإنجليزية)
- ويم ريسبيرغن على موقع قاعدة بيانات كرة القدم.إي يو (الإنجليزية)
- ويم ريسبيرغن على موقع ناشيونال فوتبول تيمز (الإنجليزية)
- ويم ريسبيرغن على موقع عالم كرة القدم.نت (الإنجليزية)